# المركز الأردني لبحوث التعايش بين الأديان
المركز الوطني لبحوث التعايش بين الأديان (JICRC) هو منظمة غير حكومية لتعزيز التعايش الديني السلمي مقرها عمان - الأردن. ويركز على تعزيز الحوار بين الأديان وخلق الانسجام بين الأديان. مدير المركز ومؤسسه الأب نبيل حداد.

## التاريخ

JICRC founder Nabil Haddad with King Abdullah II.

أُسس المركز الأردني لبحوث التعايش بين الأديان على يد الأب نبيل حداد في عام 2003م. وقد أسس المركز على «الإيمان بضرورة نهج العمل الجماعي لتوسيع القناعة بأن جميع القيم والأخلاق والأديان ترشدنا إلى السلام. و يدعو المركز إلى الاحترام المتبادل والكرامة لجميع الناس كبشر من خلال التأكيد على أننا جميعا أبناء آدم.»

## المقر
يقع مقر المركز الأردني لبحوث التعايش بين الأديان في جبل اللويبدة في عمان - الأردن. هي تقع بين مستشفى لوزميلا وموقع أقدم كاتدرائية في الأردن.

## الأعمال
يشارك المركز في العديد من الحوارات بين الأديان. عمل المركز مع وزارة الخارجية الأمريكية وبرنامج أمديست الأمريكي الغير ربحي. أثنت شخصيات عامة على عمل المركز في الحوار بين الأديان مثل جون كيري ولورا بوش.
يلعب مركز القدس للتعاون الدولي دوراً استشارياً لكل من الحكومة الأردنية والمنظمات غير الحكومية الأخرى. كما ينظم المركز فعاليات مع الحكومة لتعزيز الانسجام بين الأديان، مثل «الانسجام: الأردن أنموذجاً» في فبراير 2011، وذلك احتفالاً بأسبوع الوئام العالمي بين الأديان الذي نظمته الأمم المتحدة بالتنسيق مع وزارة الشؤون الإسلامية الأردنية. برعاية الأمير غازي بن محمد.
يستضيف مركز البحوث والدراسات الإسلامية المركز الأردني لبحوث التعايش بين الأديان بشكل متكرر ضمن مجموعات زائرة من الطلاب والقادة الدينيين والسياسيين والأكاديميين. يقدم المركز الأردني لبحوث التعايش بين الأديان برنامج تدريب داخلي للطلاب الحاليين والخريجين الجدد.

## البرامج
يواصل المركز نشاطه على الصعيد العالمي من خلال استضافة وحضور مؤتمرات مختلفة لتعزيز الحوار بين الأديان والتعايش السلمي بين الأديان المختلفة. على مدى العقد الماضي، أطلق المركز العديد من البرامج الناجحة التي تسعى إلى تعزيز العلاقات الإيجابية بين الأديان في الأردن والشرق الأوسط وحول العالم.
«برنامج أئمة للتعايش»
هي محاولة لتقديم الأصوات المعتدلة في العالم الإسلامي التي تعمل من أجل الانسجام والتسامح والاعتدال والتعايش السلمي مع الآخرين والمجتمعات الأخرى. جلب هذا البرنامج الأئمة إلى الولايات المتحدة من أجل تعريف القادة الشباب التقدميين بثقافة وتاريخ ومجتمع الغرب والسماح لهم بمشاهدة كيف يتم التعبير عن الأديان المختلفة بشكل سلمي في العالم الغربي. كما يمنح برنامج «أئمة للتعايش» الأئمة فرصاً للتفاعل مع المجتمعات الغربية بطريقة إيجابية وبناءة من خلال المشاركة في الحوارات في المناسبات العامة، حيث يمكنهم مناقشة وجهات النظر الإسلامية حول حقوق الإنسان والديمقراطية والنوع الاجتماعي، مع السماح لهم بمعالجة المفاهيم الخاطئة. وسوء فهم الإسلام سائداً في المجتمع الأمريكي والغربي بعد 11- سبتمبر.

### «برنامج نساء من أجل التعايش»
من مبادرات ورش العمل والمعسكرات والمؤتمرات، والتي توفر منتدى مفتوحاً للنساء للتفاعل باستخدام قيم الأديان الأساسية كأساس لبناء الانسجام والتعايش الديني والتفاهم الثقافي والمساواة بين الجنسين والسلام.

### «برنامج شباب من أجل التعايش»
يوفر هذا البرنامج مكاناً للشباب المسلمين والمسيحيين للحوار وبناء علاقات الاحترام والتفاهم. الشباب الذين لديهم الشغف والقدرة على تعزيز السلام والتفاهم بين التقاليد الدينية سيصبحون المتحدثين المستقبليين الأكثر فاعلية لقضية التعايش السلمي. يتضمن هذا البرنامج مؤتمرات ومعسكرات وورش عمل. الغرض من هذا البرنامج هو إشراك الشباب في تطوير مبادرات برنامج القاعدة الشعبية المتعلقة بوثيقة مركز الأبحاث المشتركة بين الإسلام والمسيحية حول التعايش بين الأديان بين المسلمين والمسيحيين.

### «الإعلام والتعايش»
هو مشروع جديد يسعى إلى تعزيز الصورة المتوازنة للعلاقات بين الأديان في الإعلام الأردني، وتمكين الصحفيين الشباب من استخدام وسائل التواصل الاجتماعي ومعرفة المزيد عن النموذج الأردني للتناغم بين الأديان.